# Ado Schlier
Ado Schlier (né le 31 janvier 1935 à Wurtzbourg) est un animateur de radio, journaliste musical allemand et directeur artistique de divers festivals.

## Biographie
Ado Schlier est le directeur artistique de nombreux concerts depuis 1954, par exemple les Münchner Jazztage pendant dix ans, les Erdinger Jazztage de 1978 à 2008 et est responsable du festival jazz Burghausen à la radio et à la télévision pendant 30 ans. Il conseille également le Goethe-Institut pour des événements de jazz mondiaux d'artistes allemands. À partir de 1987, il conçoit les programmes du festival Songs an einem Sommerabend.
Au milieu des années 1950, Ado Schlier a commencé à animer l'émission Rot-Weiß-Rot et au début des années 1960, il est présentateur sur Radio Salzburg avec Herbert Feuerstein. Au milieu des années 1960, il commence à travailler sur le programme en langue allemande de Rai Sender Bozen. Au début, Ado Schlier a animé des programmes tels que Musikreport, Gästebuch, Leise erklingt Musik et Folklore International, plus tard un programme musicalement diversifié Meine Radiostunde, dans lequel les auteurs-compositeurs-interprètes jouent également un rôle majeur.
Au milieu des années 1960, Radio Bremen lui confie la conception d'une série radiophonique en 24 épisodes Verliebt in eine kleine Stadt – Portraits europäischer Kleinstädte, plus tard la série en 12 épisodes Typisch deutsch pour tenter d'interpréter les humeurs de différentes régions.
En 1961, il commence à diffuser la série Jazz auf Reisen sur Bayerischer Rundfunk. En 1963, il organise les Münchner Jazztage, qui durent environ une semaine et se déroulent dans la salle de congrès du Deutsches Museum, qui accueille 2 300 personnes. Werner Götze, également de Bayerischer Rundfunk, anime l'événement, qui attire l'attention internationale et est diffusé en partie par plus de 30 stations de radio dans le monde, notamment à Moscou, Johannesburg, Taipei, Addis Abbeba, Djibouti, Tokyo et Ceylan. De 1977 à 1999, Schlier est rédacteur dans les domaines du jazz, du folk et des auteurs-compositeurs à la radio. Il fait partie de l'équipe de la matinale de Bayern 3, conçoit des programmes tels que Gute Nacht Freunde, Musiklokaltermin, Wochenend mit Bayern 3, Morning Sky, Musik Report et BR Jazznacht.
Son travail à la télévision commence à la fin des années 1970 pour Bayerischer Rundfunk. De 1979 à 1985, il commente la Concours Eurovision de la chanson pour ARD et Rai Sender Bozen. Pour Bayerische Fernsehen, il anime Show-Bühne avec Alfred Biolek ainsi que des émissions spéciales avec André Heller, Herman van Veen et d'autres.
Schlier écrit des articles de journalisme musical dans de nombreux journaux, par exemple tz, Münchner Merkur, Augsburger Allgemeine et l'édition allemande de Playboy.